# Ellen Mareels
Ellen Mareels (Aalst, 31 augustus 1982) is een voormalig Belgisch kunstschaatsster.

## Levensloop
Mareels zette op achtjarige leeftijd haar eerste stappen op ijs en behaalde 2 Belgische titels bij de novices en twee bij de junioren.
Bij de senioren won ze op het Belgisch kampioenschap goud in 1999, 2000 en 2002.